# Godziszów (Goleszów)

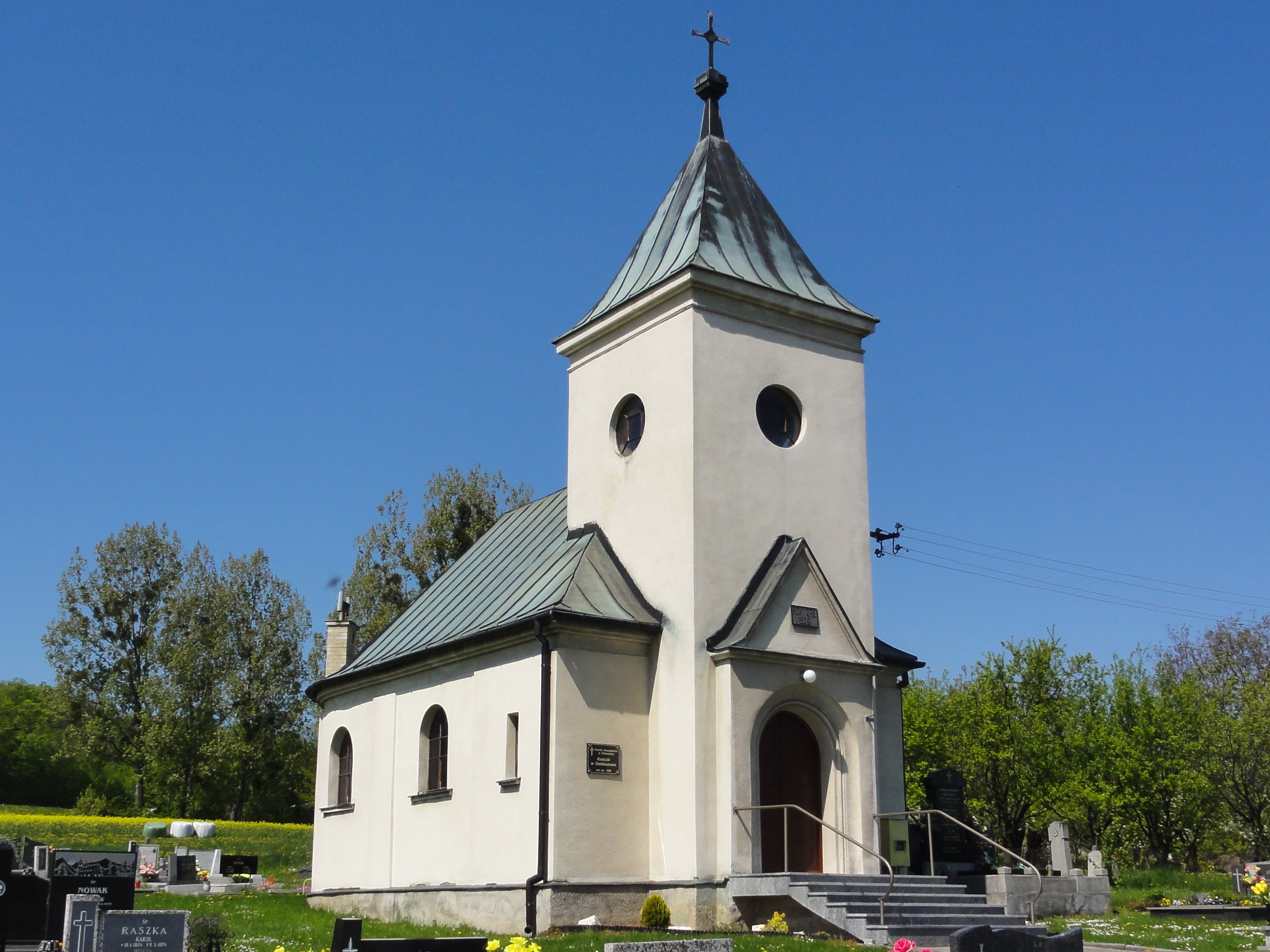
Evangelische Filialkappele (Pfarrei Goleszów)

Godziszów (deutsch Godischau oder Godzischau) ist eine Ortschaft mit einem Schulzenamt der Gemeinde Goleszów im Powiat Cieszyński der Woiwodschaft Schlesien in Polen.

## Geographie
Godziszów liegt im Schlesischen Vorgebirge (Pogórze Śląskie), etwa 20 km westlich von Bielsko-Biała und 60 km südlich von Katowice im Powiat (Kreis) Cieszyn.
Das Dorf hat eine Fläche von 560 ha.
Nachbarorte sind Kisielów im Norden, Bładnice im Osten, Kozakowice Górne im Südosten, Goleszów im Südwesten, Ogrodzona im Westen.

## Geschichte
Das Dorf liegt im Olsagebiet (auch Teschener Schlesien, polnisch Śląsk Cieszyński).
Der Ort wurde 1445 erstmals urkundlich in einem Satz na mezy Godyessowske a Golessowske hranyczi erwähnt. Der Name ist abgeleitet vom Vornamen des Urbesitzers Godzisz (≤ Godzimir, Godzisław).
Politisch gehörte das Dorf zum Herzogtum Teschen, der Lehnsherrschaft des Königreichs Böhmen, seit 1526 gehörte es zur Habsburgermonarchie.
Nach der Aufhebung der Patrimonialherrschaften war es ab 1850 eine Gemeinde in Österreichisch-Schlesien, Bezirk Bielitz und Gerichtsbezirk Skotschau. In den Jahren 1880–1910 stieg die Einwohnerzahl von 412 im Jahr 1880 auf 525 im Jahr 1910 an, es waren überwiegend polnischsprachige (zwischen 96,6 % und 99,8 %) und deutschsprachige (15 oder 2,9 % im Jahr 1910). Im Jahre 1910 waren 87,7 % evangelisch, 11,2 % römisch-katholisch, es gab 6 Juden.
1920, nach dem Zusammenbruch der k.u.k. Monarchie und dem Ende des Polnisch-Tschechoslowakischen Grenzkriegs, kam Godziszów zu Polen. Unterbrochen wurde dies nur durch die Besetzung Polens durch die Wehrmacht im Zweiten Weltkrieg.
Von 1975 bis 1998 gehörte Godziszów zur Woiwodschaft Bielsko-Biała.